# Žan Jan Oplotnik
Žan Jan Oplotnik, slovenski ekonomist in univerzitetni profesor, * 11. marec 1972, Celje, Slovenija.
Po končani Srednji tehniški šoli v Celju, se je vpisal na Ekonomsko-poslovno fakulteto v Mariboru, kjer je diplomiral leta 1996 na smeri mednarodna menjava. Leta 1998 je na isti fakulteti prejel naziv magistra ekonomskih in poslovnih ved. Po opravljenem magisteriju se je vpisal na Ekonomsko fakulteto v Ljubljani, kjer je leta 2002 uspešno obranil doktorsko disertacijo z naslovom "Prilagajanje nacionalne ekonomije vplivom mednarodnih tokov kapitala" pod mentorstvom dr. Jožeta Mencingerja. 
Po diplomi se je sprva zaposlil na Ekonomskem institutu pri Pravni fakulteti v Ljubljani, sprva kot raziskovalec, kasneje višji znanstveni svetnik in tudi direktor. Kasneje se je zaposlil na Ekonomsko-poslovni fakulteti kot redni profesor za področji financ ter mednarodne ekonomije in poslovanja. 
Poleg pedagoškega pa je opravljal številne vodilne funkcije v gospodarstvu. Od leta 2007 pa do 2009 je tako opravljal delo podpredsednika in člana uprave Družbe za avtoceste v RS, pristojnega za finance in finančni inženering, pred tem pa kot svetovalec in član strokovnega sveta za finance te družbe. Bil je tudi član nadzornih svetov različnih gospodarskih družb (Delo, Dravske elektrarne Maribor, Elektro Ljubljana, ...). 
Dr. Oplotnik je opravljal tudi številne vodstvene funkcije na Univerzi v Mariboru. Od leta 2004 do 2016 je bil predstojnik Inštituta za ekonomske odnose s tujino, predstojnik usmeritev za mednarodno ekonomije ter za finance, za krajše obdobje pa je bil tudi prodekan na EPF-u zadolžen za mednarodno sodelovanje. Od 1. julija 2015 pa je na položaju prorektorja Univerze v Mariboru, pristojnega za področje finančnih zadev. V letu 2018 je kandidiral za rektorja Univerze v Mariboru, kjer ga je v drugem krogu premagal dr. Zdravko Kačič.